# Casa Coyo
La Casa Coyo és una obra de la Vall de Boí (Alta Ribagorça) inclosa a l'Inventari del Patrimoni Arquitectònic de Catalunya.

## Descripció
Unitat tipològica definida, familiar agrícola i ramadera, encara que es troba separada físicament. El paller és aïllat i separat (vegeu fitxa). També consta d'hort al carrer Sant Antoni. La casa presenta doble balconada i voladís també de fusta. Cal parlar també de poques obertures però aquestes bastant grans i molt ben distribuïdes. La porta d'accés és molt simple.